# Karratha City
Koordinaten: 20° 44′ S, 116° 50′ O

Die City of Karratha, ehemals Shire of  Roebourne, ist ein lokales Verwaltungsgebiet (LGA) in der Region Pilbara im australischen Bundesstaat Western Australia. Das Gebiet ist 15.236 km² groß und hat etwa 22.900 Einwohner.
Karratha liegt an der Nordwestküste des Staats etwa 1250 Kilometer nördlich der Hauptstadt Perth. Der Sitz des City Councils befindet sich in der Stadt Karratha, wo etwa 16.000 Einwohner leben (2016).
Zu Karratha City gehören unter anderem der Dampier-Archipel (zum Dampier Ward) und die Montebello-Inseln (zum Roebourne/Pastoral Ward).

## Verwaltung
Der Karratha Council hat elf Mitglieder. Die Councillor werden von den Bewohnern der vier Wards (sechs aus dem Karratha Ward, je zwei aus dem Wickham/Point Samson/Cossack und aus dem Dampier und einer aus dem Roebourne/Pastoral Ward) gewählt. Aus dem Kreis der Councillor rekrutiert sich auch der Ratsvorsitzende und Shire President.